# Gong Cha

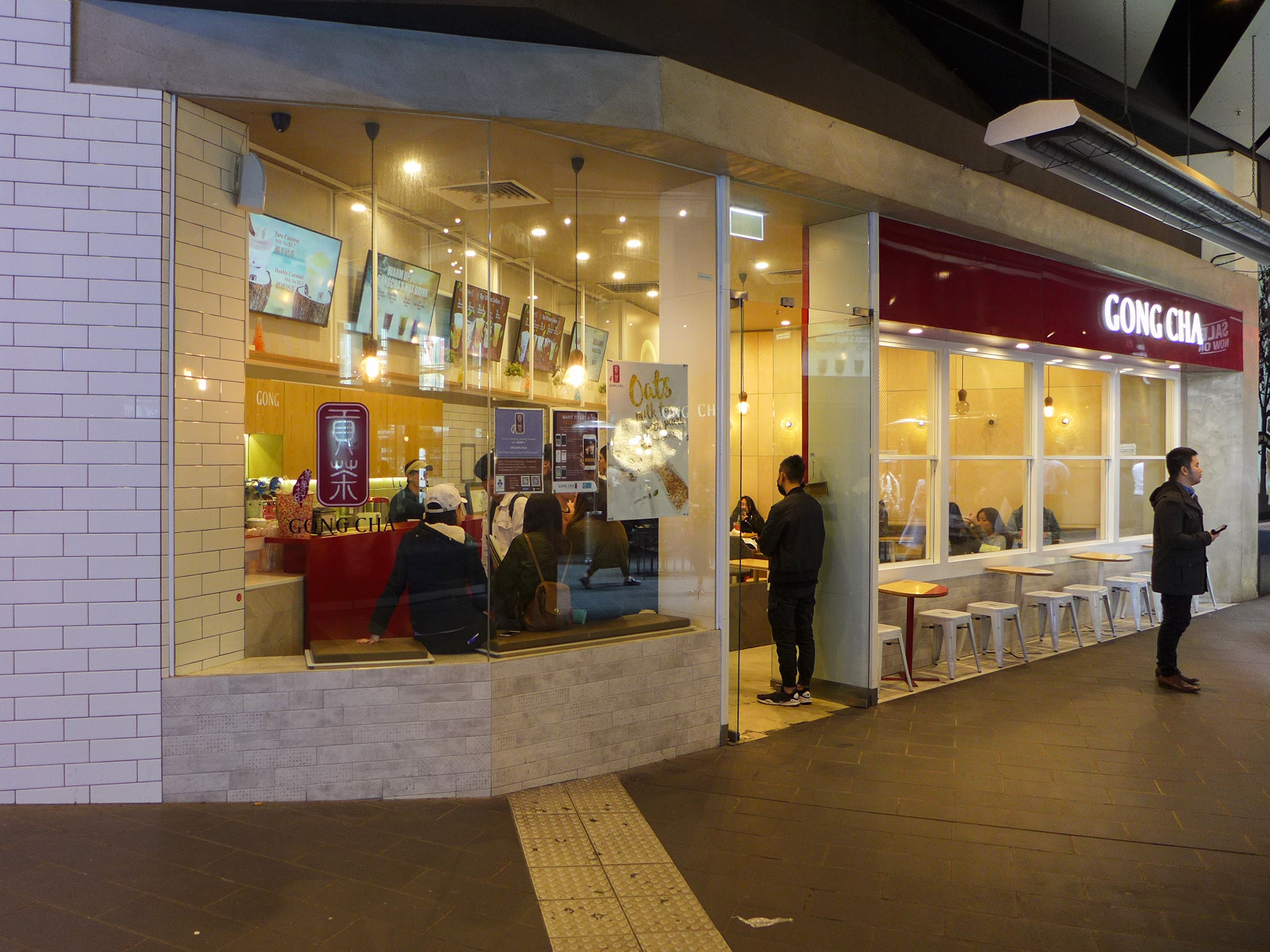
Quán Gong Cha ở Queen Victoria Village, thành phố Melbourne, nước Úc

Gong Cha (tiếng Trung: 貢茶; Hán-Việt: Cống Trà) là một thương hiệu quán đồ uống phong cách Đài Loan bắt nguồn từ thành phố Cao Hùng, Đài Loan. Thương hiệu này mở rộng sang Hồng Kông vào năm 2006 và cho tới năm 2012 nó đã mở rộng xa hơn ra phạm vi toàn cầu, tới Ma Cao, Hàn Quốc, New Zealand, Úc, Singapore, Malaysia, Trung Quốc, Canada, Hoa Kỳ, Philippines, Myanmar, Việt Nam, Nhật Bản và Brunei.

## Lịch sử
Cửa hàng đầu tiên tại Hồng Kông của hãng Gong Cha được thành lập vào năm 2006 do một người Hồng Kông bản xứ từng sống ở Đài Loan 5 năm. Tính đến năm 2012, nó đã có khoảng 46 cửa hàng tại Hồng Kông, chủ yếu tại các trạm của MTR và các trung tâm mua sắm nhưng số lượng quán đã giảm xuống còn 5 do việc kinh doanh đi xuống bởi một số vụ bê bối an toàn thực phẩm. Gong Cha phục vụ tổng cộng khoảng 57 đồ uống khác nhau, trong đó có thể được chia ra thành bảy loại: các sản phẩm đặc biệt, trà pha chế, trà sữa, "hỗn hợp sáng tạo", cà phê, "loạt đồ uống tốt cho sức khỏe" và sinh tố đá. Họ còn đề xuất đồ uống ở các cỡ vừa và lớn. Loại phổ biến nhất ở Hồng Kông là "Trà sữa trà xanh Gong Cha" (Gong Cha Milk Green Tea), có chứa một lớp trà pha chế ở dưới, phủ một lớp kem sữa đặc biệt bên trên. Gong Cha cũng đề xuất trà trọn bộ ở các quán, ví dụ như Trà xanh Bích Loa Xuân (Bi-Luo-Chun Green Tea) và Trà xuân Darjeeling (Darjeeling Spring Tea). Ở một số nơi họ còn đề xuất cả đồ ăn, như phần thêm mới gần đây là "Mochi thạch quế hoa" (Mochi Waffles).

## Tái xây dựng thương hiệu ở Singapore
Ngày 29 tháng 5 năm 2017, có thông tin cho rằng tất cả hơn 80 cửa hàng Gong Cha sẽ bị đóng cửa và được thay thế bằng một cái tên khác là Liho. Tuy nhiên, chi nhánh Xinh-ga-po của hãng Gong Cha lại đưa ra thông báo về sự trở lại của họ vào ngày 1 tháng 12 năm 2017.